# North Lamerick

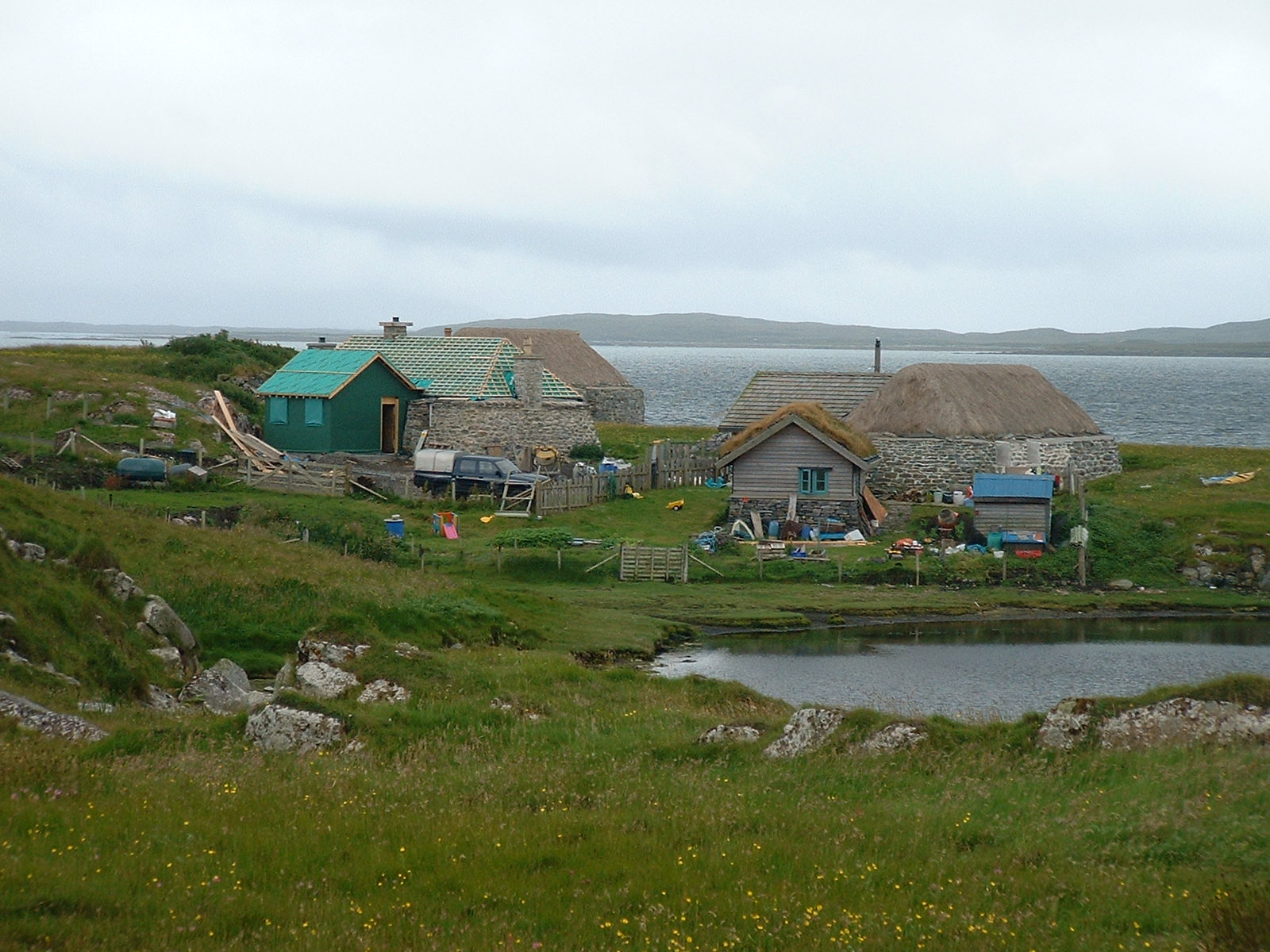
North Lamerick ist halb rechts im Bild; halblinks Taigh Ailean.

North Lamerick ist ein Wohngebäude auf der schottischen Hebrideninsel Berneray. 1971 wurde das Gebäude in die schottischen Denkmallisten in der Kategorie B aufgenommen. In unmittelbarer Umgebung befinden sich die Gebäude Ty Cymro und Taigh Ailean.

## Geschichte
Unter Donald Ruadh Macleod wurde Berneray bis ins mittlere 18. Jahrhundert durch Erweiterung der landwirtschaftlichen Flächen und Einführung der Kelpgewinnung entwickelt. 1834 kam es zu einer Immigration von Vertriebenen anderer Inseln (vergleiche auch Highland Clearances), welche eine hohe Bevölkerungsdichte in Rushgarry und Umgebung hervorrief. North Lamerick wurde vermutlich im 19. Jahrhundert als Behausung einer Crofter-Familie errichtet.

## Beschreibung
Es handelt sich um ein traditionelles Cottage, das sich am Nordostufer des Bays Loch, der größten Bucht der Insel, südöstlich der Siedlung Rushgarry am Loch Watersee befindet. Das flache, mächtige Mauerwerk des eingeschossigen, länglichen Gebäudes ist aus kleinen Feldsteinen zu einem Schichtenmauerwerk aufgemauert. Nur an der Nordfassade wurden größere Steine verwendet. Zum Schutz vor starken Winden sind die Gebäudekanten gerundet ausgeführt. Dies führt dazu, dass die kurze, dem Bays Loch zugewandte Südwestfassade beinahe als durchgängiger Kreisbogen erscheint. Aus der südostexponierten Hauptfassade tritt rechts ein neuerer Anbau heraus. Die rückwärtige Fassade North Lamericks ist drei Achsen weit. Sein Walmdach ist als Strohdach ausgeführt. Seine Strandhafer-Deckung ist nach traditionellem Vorbild mit einem Netz aus Drähten und beschwerenden Steinen fixiert.
Es handelt sich um ein traditionelles Cottage der Hebriden und westlichen Highlands. 2016 wurde geschätzt, dass nur etwa 200 Gebäude dieses Bautyps in Schottland erhalten geblieben sind.